# Slayers Premium
Slayers Premium (jap. スレイヤーズぷれみあむ, Sureiyāzu Puremiamu) ist die fünfte und letzte Anime-Kinoproduktion zur Manga- und Fernsehserienreihe „Slayers“. Der Film hatte am 22. Dezember 2001 in den japanischen Kinos Weltpremiere. Anders als bei den vorangegangenen Filmen Slayers Perfect, Slayers Return, Slayers Great und Slayers Gorgeous war für die Animation diesmal das Studio Hal Film Maker verantwortlich, den Vertrieb übernahm Toei Animation. Wie schon bei den Vorgängern wurde der Endingsong Feel Well wieder von Megumi Hayashibara gesungen. Für den Soundtrack war ebenfalls wieder Takayuki Hattori verantwortlich.

## Handlung
Lina Inverse und Gourry Gabriev befinden sich in der Stadt Acassi, welche für ihre Spezialität, Oktopus, bekannt ist. Jedoch ist das Fleisch des Oktopus verflucht, so dass jede Person, die davon isst, nur noch die Sprache der Oktopusse sprechen kann. Aus Unwissenheit darüber isst auch Gourry einen verfluchten Oktopus. Auch Amelia und Zelgadis tauchen auf und werden von dem Fluch befallen.
Gourrys, Amelia und Zelgadis einzige Möglichkeit geheilt zu werden, ist die Magierin Ruma und ihr Meister. Es stellt sich jedoch heraus, dass auch Rumas Meister von dem Fluch befallen ist, sodass Ruma den Zauberspruch lernen muss, woran sie jedoch zunächst scheitert.
Um herauszufinden was die Oktopusse vorhaben, dringen Lina, Gourry, Amelia und Zelgadis zum Hauptquartier der Oktopusse vor und finden heraus, dass die Oktopusse die Wut der Menschen sammeln, um einen vor vielen Jahren versiegelten Dämon zu befreien. Lina will daraufhin das Gefäß, in dem der Dämon eingesperrt ist, zerstören, wird jedoch kurz vor Beendigung ihres Zauberspruches vom Fluch befallen und kann ihn nicht mehr vollenden. So können die Oktopusse den Dämon befreien und werden „zum Dank“ dafür von ihm verspeist.
Die Lage scheint aussichtslos, als Ruma erscheint, welche es durch einen glücklichen Zufall noch rechtzeitig geschafft hat, den Zauberspruch zu beherrschen. Geheilt von dem Fluch kann Lina ihre stärkste magische Attacke, den Dragon Slave, gegen den Dämon anzuwenden und ihn so vernichten. Gleichzeitig schafft sie es auch, die gefressenen Oktopusse zu befreien. Nachdem Ruma alle Stadtbewohner vom Fluch befreit hat, schließen die Menschen mit den Oktopussen Frieden.

## Veröffentlichungen
In Deutschland wurde der Film am 27. Juni 2005 von OVA Films auf DVD veröffentlicht. Auf Englisch wurde der Film am 17. Januar 2005 von ADV Films veröffentlicht. In Neuseeland und Australien übernahm die Madman Entertainment Pty. Ltd. den Vertrieb.

## Synchronisation
| Rolle                    | Japanischer Sprecher (Seiyū) | Deutscher Sprecher       |
| ------------------------ | ---------------------------- | ------------------------ |
| Lina Inverse             | Megumi Hayashibara           | Shandra Schadt           |
| Naga, die weiße Schlange | Maria Kawamura               | Veronika Neugebauer      |
| Gourry Gabriev           | Yasunori Matsumoto           | Hubertus von Lerchenfeld |
| Zelgadis                 | Hikaru Midorikawa            | Claus-Peter Damitz       |
| Amelia                   | Masami Suzuki                | Sabine Bohlmann          |
| Xellos                   | Akira Ishida                 | Clemens Victor Ostermann |

## Wissenswertes
- Slayers Premium ist der einzige Slayers-Film, in dem Gourry, Amelia, Zelgadis und Xellos auftauchen. Auch Naga hat einen sehr kurzen Gastauftritt.
- Auf der DVD befinden sich zwei Versionen von Slayers Premium: Einmal die normale Version und die um vier Minuten längere Original Extended Version. Die Original Extended Version enthält unter anderem mehr Szenen von Amelia, Xellos und Zelgadis.